# Ophthalmis boetonensis
Ophthalmis boetonensis är en fjärilsart som beskrevs av Jurriaanse. Ophthalmis boetonensis ingår i släktet Ophthalmis och familjen nattflyn. Inga underarter finns listade i Catalogue of Life.